# Господства (ангельский чин)
Госпо́дства (др.-греч. κυριότητες, лат. dominationes, всегда мн.ч.) — ангельский чин. В ангельской иерархии принадлежит второй триаде (второй лик, уровень), куда также входят Силы и Власти.

## Господства в ангелологии

### Межзаветные апокрифы
Среди ангельских чинов, упоминаемых в ветхозаветных книгах, господств нет. Говоря о межзаветной литературе, апокрифах, отличающихся более развитой ангелологией, «Православная энциклопедия» отмечает, что «здесь среди ангельских чинов начинают упоминаться и Господства (напр., 1Енох:61; 2Енох:20)». 
Перечисление чинов ангельских у Еноха находится в главе 10, стих 34:

…всё воинство небесное и все святые, которые вверху, и воинство Божие, — херувимы и серафимы, и офанимы, и все ангелы власти, и все ангелы господства, и Избранный, и другие силы, которые на тверди и над водою…
— Енох, глава 10, стих 34
О господствах применительно к светилам Енох приводит слова Уриила:

И теперь, мой сын Мафусаил, я показал тебе все, и весь закон звёзд (светил) небесных окончен. И он (Уриил) показал мне весь закон их для каждого дня, для каждого времени (года), для каждого господства, и для каждого года, и его выход по Его предписанию для каждого месяца и каждой недели; и он показал ущерб луны…— Енох, глава 15, стих 40–41
Вновь возвращаясь и подытоживая сказанное в 15-й главе в 70-м стихе: «И таковы имена тех, которые путеводят их (звёзды) и которые бодрствуют, чтобы он вступил в определённые им времена, в своих порядках, в свои сроки, и месяцы, и времена господства, и по своим местам» (стих 70). Из последующего контекста очевидно, что «господство» употребляется к силам, управляющим движением светил: «В начале года первым восходит и управляет Мелкейял, который называется Таммани и солнцем; и всего времени его господства, в продолжение которого он управляет, девяносто один день» (стих 75).

### Новый Завет
По мнению «Православной энциклопедии», «раннехристианское учение об ангелах продолжает межзаветную традицию».
В Новом Завете Господства упоминает в своих посланиях апостол Павел. В Послании к Колоссянам он пишет:

ибо Им создано всё, что на небесах и что на земле, видимое и невидимое: престолы ли, господства ли, начальства ли, власти ли, — всё Им и для Него создано
— Кол. 1:16
В послании к Ефесянам апостол перечисляет чины в ином порядке:

превыше всякого Начальства, и Власти, и Силы, и Господства, и всякого имени, именуемого не только в сем веке, но и в будущем.
— Еф. 1:21
 что впоследствии послужило основой известных споров об относительном старшинстве ангельских чинов
Господства упоминаются и в других раннехристианских сочинениях, в том числе в апокрифических «Деяниях апостола Иоанна» и «Откровении апостола Павла». В IV веке вопрос об упоминании апостолом Павлом ангельских чинов, не называемых в Ветхом Завете по имени затронул блаженный Иероним Стридонский. Он подчеркнул символический смысл имён ангелов и указал на связь новозаветной ангелологии с «еврейскими преданиями» (лат. traditiones Hebraeorum, под которыми он имел в виду межзаветные апокрифы):

Должно выяснить, где апостол нашел записанными эти четыре имени: начальство, власть, силу и господство (dominationem)? …Я так полагаю, что он или сделал известным из еврейских преданий то, что было в них сокровенным.— Иероним Стридонский
Иероним далее предположил, что Павел также мог проводить аналогию между материальным и духовным мирами на основе ветхозаветных источников: 

Написанное, так сказать, в согласии с историей он, уразумев, что закон духовен, изъяснил в более возвышенном смысле и то, что сказано в книгах Чисел и Царств о царях, вождях, начальниках частей и сотниках, признал образом других властей и царств
— Иероним Стридонский
Отсюда Иероним заключил, что «и в небесных пространствах есть господства, и силы, и другие виды служебных духов, которых ни мы не можем наименовать, ни сам Павел не мог перечислить».

### Священное Предание
Господства в Священном Предании Церкви, неизменно рассматриваемые как один из ангельских чинов, многократно упоминаются у церковных писателей, святых отцов, а также в литургических текстах. Так, Господства упоминаются в анафорах литургии святителя Василия Великого:
др.-греч. Σὲ γὰρ αἰνοῦσιν ῎Αγγελοι, ᾿Αρχάγγελοι, Θρόνοι, Κυριότητες, в Апостольских постановлениях (VIII 12. 27) и других.

## Место в иерархии
Долгое время учение об иерархии ангельских чинов оставалось несистематизированным. Положение Господств в ангельской иерархии у ранних Отцов Церкви окончательно определилось также не сразу.
Григорий Богослов называет Господства при перечислении девяти ангельских чинов на 4-м месте — после ангелов, архангелов и престолов. Сам святитель писал, что ангелы «от Первой Причины озаряются чистейшим озарением», или Первым Светом, передаянием какового они могут просвещать других. Тем не менее, Православная энциклопедия делает оговорку, что применительно к данному перечислению «нет достаточных оснований считать, что свт. Григорий перечисляет их строго „по мере естества и чина“».

### Иерархия по «Ареопагитикам»
Наиболее развитую форму учение о девятичинной ангельской иерархии приобретает в «Ареопагитиках» — труде, наиболее известном в современной церковной традиции. По Дионисию, господства входят во вторую триаду ангельской иерархии. Однако в одном месте «Ареопагитик» господства поставлены во главе триады (глава 9, § 2), а в другом посередине между властями и силами (глава 6, § 2). Схолии (комментарии) к «Ареопагитикам» объясняют это противоречие тем, что «во втором из указанных мест чиноначалия умопостигаемых сил перечисляются „снизу вверх“».
Наименование этого ангельского чина, по «Ареопагитикам», отражает следующие богоподобные свойства господств: 

Итак, знаменательное наименование святых Господств, по моему мнению, означает некоторое нераболепное и совершенно свободное от всякой низкой привязанности к земному — возвышение к горнему, ни одним насильственным влечением к несходному с ними ни в каком совершенно случае не колеблемое, — но господство постоянное по своей свободе, которое стоит выше всякого унизительного рабства; чуждое всякой униженности, изъятое от всякого неравенства самому себе, постоянно стремящееся к истинному Господству, и, сколько возможно, свято преобразующее в совершенное Ему подобие как само себя, так и все ему подчиненное; не прелепляющееся ни к чему случайно существующему, но всегда к Истинно-сущему всецело обращающееся, и непрестанно приобщающееся державному Богоподобию.
— Дионисий Ареопагит. О небесной иерархии. Глава 8, §1.
Кирилл Иерусалимский, называя те же девять ангельских чинов, что и в «Ареопагитиках», перечисляет их в ином порядке. Ставя господства вслед за ангелами, архангелами и силами, он замечает, что господства, как и престолы видят Бога больше (μειζόνως), чем ангелы и архангелы.

### Функциональное назначение
Напоминая, что среднюю Ангельскую иерархию составляют три чина: Господства, Силы и Власти, портал Православие.Ru в рассказе о празднике «Собора Архистратига Михаила и прочих Небесных Сил бесплотных» сообщает:

Господства владычествуют над последующими чинами Ангелов. Они наставляют оставленных от Бога земных властителей мудрому управлению. Господства учат владеть чувствами, укрощать греховные вожделения, порабощать плоть духу, господствовать над своей волей, побеждать искушения.
— Православие.Ru
По мнению епископа Илии (Минятия), «Господства имеют величие царственного достоинства в дольнем мире — и душа имеет господственное, царя страстей».